# North Sea Network
North Sea Network est une ligne à haute tension, reliant par un câble sous-marin l'Angleterre (Northumberland) et la Norvège. D'une puissance de 1 400 MW, elle est destinée à faire transiter l'électricité entre les deux pays, dans les deux sens.
La plupart du temps, ce seront les capacités hydroélectriques de la Norvège qui permettront l'approvisionnement du Royaume-Uni en électricité d'origine renouvelable. Mais la liaison servira aussi à absorber les excédents de production d'électricité britanniques, issus notamment des sources renouvelables éolien et solaire, vers la Norvège, où les centrales hydroélectriques permettront un stockage de l'énergie sous forme d'énergie potentielle dans les réservoirs des aménagements hydroélectriques.

## Objectif et caractéristiques du projet
L'objectif du projet est triple. Il doit d'une part renforcer la sécurité de l'approvisionnement électrique dans les deux pays concernés, d'autre part contribuer à améliorer l'efficacité du marché de l'électricité et finalement permettre une intégration plus importante des énergies renouvelables.
Le coût du déploiement de cette infrastructure est compris entre 13,7 et 18,8 milliards de couronnes.

### L'intégration des énergies renouvelables
La Norvège dispose d'un potentiel hydroélectrique très important. En particulier, le complexe hydroélectrique d'Ulla-Førre est le plus puissant du pays, avec une puissance de 1 240 MW. Cette centrale en particulier pourra fonctionner en pompage (eau remontée de l'aval vers l'amont) lors de forts excédents de production d'énergie électrique (en particulier éolienne) au Royaume-Uni. La liaison traversera notamment le parc éolien du Dogger Bank (en), d'une puissance prévue de 4,8 GW.

### Alignement des prix norvégiens de l'électricité
Une des conséquences du projet sera l'alignement prévu des prix norvégiens de l'électricité sur ceux des pays environnants : le Royaume-Uni, mais aussi l'Allemagne, les Pays-Bas ou le Danemark. En effet, North Sea Network n'est qu'un des projets de liaison électrique sous-marine entre la Norvège et le reste de l'Europe ; il existe aussi NorNed vers les Pays-Bas, NordLink vers l'Allemagne. En 2030, tous ces projets porteront la capacité d'échanges électriques entre la Norvège et le reste de l'Europe de 5 000 à 14 000 MW. Les importantes capacités norvégiennes, à l'origine d'un tarif très bas, permettront une diminution du coût de l'électricité dans les pays reliés. À l'inverse, une augmentation des tarifs norvégiens se mettra en place, mais sera lissée jusqu'à 2030.

## Réalisation
Le 26 mars 2015, National Grid et Statnett signent un accord entérinant le début des travaux de construction du North Sea Network. Le coût estimé des travaux est de deux milliards d'euros, financés à parts égales par les deux partenaires. Le câble sous-marin, d'une puissance nominale de 1 400 MW, sera long de 740 kilomètres, ce qui constituera un record mondial. Le courant pourra, en fonction de l'offre et de la demande, y circuler dans les deux sens ; néanmoins, le but premier de l'opération est de fournir de l'électricité d'origine hydraulique au Royaume-Uni.
La liaison est prévue pour assurer 14 % des besoins domestiques du Royaume-Uni en électricité. C'est entreprise ABB qui réalise les sous-stations de part et d'autre du câble sous-marin, pour un montant de 450 millions de dollars environ.
La construction s'est achevée en juin 2021, et l'interconnecteur est en période de test. Sa mise en service est prévue en octobre 2021.